# 約克中聯邦選區
约克中選區（英語：/法語：  ）是位於加拿大安大略省的一个联邦选区，1904年成立，並在1917年被廢除。而現在的約克中選區則於1952年成立，並且在1953 年以来一直在加拿大下议院拥有代表席位。
根據2016年人口普查，該選區有17.0%的居民擁有菲律賓血統，而16.0%的居民則是菲裔，這個比例是在多伦多市所有选区中最高的。同时，該選區在全加拿大擁有最高比例的俄罗斯裔居民 (9.5%) 和猶太裔居民 (5.6%)。该选区有14%的居民為猶太裔居民，比例為全國第四多，仅次于康山 (Thornhill) 、皇家山 (Mount Royal)和艾灵顿—劳伦斯 (Eglinton—Lawrence)选区。 
歷史上，該選區曾是自由黨最穩固的票倉之一；然而，随着 2000年代保守党的崛起，情况发生了变化，保守党候选人馬可·阿德勒 (Mark Adler)於2011年赢得了該議席。不过，自由党在 2015 年凭借其候选人李米高 (Michael Levitt) 奪回該選區。李米高於2019 年順利連任，其後於2020年9月1日辭去議員職務，以成為西蒙·维森塔尔之友猶太大屠殺研究中心的CEO。  為此，該區於2020年10月26日举行了填补空缺的补选，並由自由党人Ya'ara Saks获胜。  

## 人口统计
根据2021 年加拿大人口普查數據
族裔：白人46.9%、菲律賓裔19.3%、非裔8.0%、拉美裔5.4%、南亚裔4.1%、东南亞裔3.7%、華裔3.3%、西亚裔2.5%、韓裔1.6%

语言： 42.0% 英语、9.5% 他加祿语、6.3% 俄语、5.2% 意大利语、5.1% 西班牙语、2.1% 越南语、1.6% 葡萄牙语、1.5% 伊洛卡诺语、1.4% 韩语、1.3% 普通话、1.1% 粤语、1.1% 土耳其语、1.1% 波斯语

宗教： 57.3% 信奉基督教（36.0% 天主教、4.4% 东正教、1.7% 靈恩派、15.2% 其他）、14.3% 信奉犹太教、5.0% 信奉穆斯林、2.5% 信奉佛教、2.1% 信奉印度教、18.3% 无宗教信仰

中位收入： 36,400 加元（2020 年）

平均收入： 50,440 加元（2020 年）

## 地理
约克中心包括多伦多市的一部分，北面以北部城市边界，也就是士刁士路为界，东面、南面和西面以从城市边界向南沿巴佛士街 (Bathurst Street) 画出的线为界，东南沿當河西部支流 (Don River West Branch) 画出的线为界，西南面和西面沿 401 号高速公路画出的线为界，北面沿珍街 (Jane Street) 画出的线为界，东面沿雪柏西路 (Sheppard Avenue West) 画出的线为界，西北面沿黑溪 (Black Creek) 画出的线为界，东面沿格蘭拿文大道 (Grandravine Drive) 画出的线为界，北面沿基爾街 (Keele Street) 画出的线至城市边界。
它包含西敏-布蘭遜、巴佛士庄园、衛奕迅高地、登士維和约克大学高地（格蘭拿文大道以南、黑溪以东的一小部分）等社區。
该区的中心位置大致是登士維公園 ，這個公園是由聯邦政府所擁有的城市公園，原为多倫多軍事基地。

## 歷史
該選區最初於1903年成立，當時由约克東選區和约克西選區的部分地區组成。它是在约克郡（不包括多伦多市）被划分为三个选区（约克中心、约克北和约克南）时创建的，而約克中选区（這個選區）包括怡陶碧谷、万锦、士嘉堡和旺市等镇区，以及万锦、列治文山、威斯顿和伍德布里奇等村落。 1914 年，該选区被废除，并被重新划分为约克东区、约克南区和约克西区。 1952 年，约克中心被從約克北選區劃出，再度成為獨立的選區。
新選區最初包括央街以西的北约克、7號公路以南的旺市镇以及木橋鎮。
1966年，該區被重新劃界，由一個約克郡的選區變成為一個都會多倫多的一部分，北面以多倫多的北部邊界，也就是士刁士路为界。而西面、南面和东面的邊界則從该行政区边界向南沿400號公路、向东沿雪柏西路、向南沿珍街、向东沿 Exbury Road、向东南沿卡榮頓道 (Calvington Drive)、向东沿基爾街、向东沿 401 号公路、向南沿加拿大国家铁路线、向东沿羅倫斯西路、向北沿士巴丹拿快速道路、向东北沿 401号公路、向北沿巴佛士街、向东沿雪柏西路、向南沿 Easton Street、向东沿金馬倫道 (Cameron Avenue)、向北沿央街，以士刁士路為止。
1976 年，该区被重新定义为北约克的一部分，北面以自治市边界为界，西、南和东面以从自治市边界向南沿 400 号公路、向东沿雪柏西路、向南沿基爾街、向东沿 401 号公路、向北沿巴佛士街以及西北沿當河西支流划出的一条线为界，然後回到士刁士路。
1987 年，該區被再度重劃為北面以市区边界为界，东、南、西面以从市区边界向东南沿唐河西支、向西沿 401 号公路、向北沿简街、向东沿格兰德拉维恩路、向北沿黑溪至市区北部边界所划的线为界。
1996 年，该区被再度重劃，北面仍以士刁士路为界，东、南、西面以从市区边界向南沿德化林街 (Dufferin Street) 划线，向西沿雪柏西路 (Sheppard Avenue West) 划线，向北沿基爾街 (Keele Street) 划线，向西沿格蘭德拉文大道 (Grandravine Drive) 划线，向南沿简街 (Jane Street) 划线，向东沿 401 号公路划线，向西北沿當河西支流划线，向北沿巴佛士街 (Bathurst Street) 划线，向东沿德鲁里大道 (Drewry Avenue) 划线，向北沿切姆斯福德大道 (Chelmsford Avenue) 划线，向西沿格林温村路 (Greenwin Village Road) 划线，向北沿村门 (Village Gate) 划线至市区边界。
2003 年，它被确定为如上所述的当前边界。
在2012 年的選區重劃中，该选区於巴佛士街以東、當河以北的地區被劃進Willowdale選區。
該選區的邊界並不受2022年加拿大聯邦選區重劃影響。

## 歷任議員
| 屆別           | 議員               | 政治聯繫 | 政治聯繫   |
| -------------- | ------------------ | -------- | ---------- |
| 1953年－1957年 | Al Hollingworth    |          | 自由黨     |
| 1957年－1962年 | Fred C. Stinson    |          | 進步保守黨 |
| 1962年－1974年 | James Edgar Walker |          | 自由黨     |
| 1974年－1993年 | Bob Kaplan         |          | 自由黨     |
| 1993年－2004年 | Art Eggleton       |          | 自由黨     |
| 2004年－2011年 | Ken Dryden         |          | 自由黨     |
| 2011年–2015年  | Mark Adler         |          | 保守黨     |
| 2015年–2020年  | Michael Levitt     |          | 自由黨     |
| 2020年-2025年  | Ya'ara Saks        |          | 自由黨     |
| 2025年–        | 羅曼·巴伯          |          | 保守黨     |